# Chemische thermodynamica

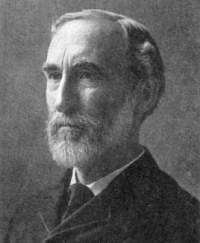
Josiah Willard Gibbs, grondlegger van de chemische thermodynamica.

Chemische thermodynamica of thermochemie is de toepassing van de thermodynamica in de scheikunde. Meer concreet houdt zij zich bezig met het meten en voorspellen van het verloop van chemische reacties en de energieveranderingen die daarmee gepaard gaan. Ook de beschrijving van faseovergangen, evenwichtsreacties en chemisch evenwicht valt hieronder.

## Fundamenten van de chemische thermodynamica
De chemische thermodynamica is hoofdzakelijk gebaseerd op de eerste twee hoofdwetten van de thermodynamica en daarbij horende toestandsfuncties:
- Inwendige energie (U)
- Enthalpie (H)
- Entropie (S)
- Gibbsenergie (G)
- Chemische potentiaal (µ)

De eerste wet van de thermodynamica is van toepassing op chemische reacties. Als een reactie plaatsvindt in een geïsoleerd systeem (geen overdracht van warmte en materie) blijft de totale inwendige energie van het systeem gelijk, oftewel:
{\displaystyle \operatorname {d} U=\delta q+\delta w}.
Voor processen bij constante (omgevings)druk wordt gebruikgemaakt van de enthalpie om de staat van een systeem aan te geven. Enthalpie is gedefinieerd als de verandering van de inwendige energie (U) plus de energie die in druk-volumearbeid vervat zit:
{\displaystyle H=U+pV}
Bij constante druk is de enthalpieverandering gelijk aan de hoeveelheid warmte die is toegevoerd (of onttrokken) aan het systeem:
{\displaystyle \Delta H=q_{p}}.
Het toevoegen of onttrekken van warmte aan een systeem gaat gepaard met een verandering in temperatuur (bijvoorbeeld bij een explosie). De warmtecapaciteit C van het systeem wordt gedefinieerd als de hoeveelheid warmte die nodig is om de temperatuur van het systeem één kelvin te doen stijgen, of in differentiaalvorm:
{\displaystyle C={\frac {\delta q}{\mathrm {d} T}}}.
De verandering van inwendige energie of enthalpie kan nu gerelateerd worden aan de warmtecapaciteit. Bij de verandering van inwendige energie is de voorwaarde dat het proces met constant volume verloopt:
{\displaystyle \operatorname {d} U=C_{V}\mathrm {d} T}
Bij verandering van enthalpie is dat constante druk:
{\displaystyle \operatorname {d} H=C_{p}\mathrm {d} T}

## Standaardenthalpie
Voor een willekeurig proces is vaak de zogenaamde standaardenthalpie te vinden in de literatuur, gedefinieerd als de enthalpieverandering van dat proces bij standaardomstandigheden. Dit wil zeggen dat de druk gelijk is een de standaarddruk (typisch {\displaystyle p^{\ominus }=1{\text{ bar}}}) en dat elke stof een activiteit heeft gelijk aan 1 ({\displaystyle a=1}), wat het geval is wanneer vloeistoffen en vaste stoffen als zuivere fase aanwezig zijn ({\displaystyle x=1}), gassen een partieeldruk hebben gelijk aan de standaarddruk en zich ideaal gedragen (fugaciteitscoëfficient {\displaystyle \phi =1}), en opgeloste stoffen aanwezig zijn bij standaardconcentratie (typisch {\displaystyle c^{\ominus }=1{\text{ mol/L}}}) en zich als ideaal verdund gedragen (activiteitscoëfficiënt {\displaystyle \gamma =1}).
Standaardenthalpieën zijn in tabellen terug te vinden bij een gespecifieerde temperatuur, vaak bij 25 °C (298,15 K). Zo zijn enthalpieën te vinden voor bijvoorbeeld verdamping, sublimatie, oplossing, ionisatie, hydratatie en vorming van een stof.

## Standaard vormingsenthalpie
De standaard vormingsenthalpie {\displaystyle \Delta _{\mathrm {f} }H^{\ominus }} van een stof is de standaardenthalpieverandering voor de reactie waarbij die stof (met voorgetal {\displaystyle \nu =1} wordt gevormd uit de enkelvoudige stoffen. Deze reactie kan hypothetisch zijn. Zo is de vormingsenthalpie van diamant te vinden bij 298 K en 1 bar, terwijl deze reactie onder deze omstandigheid nooit zal plaatsvinden (zie tweede wet van de thermodynamica).
De standaardtoestand van een enkelvoudige stof is de meest stabiele toestand van die stof bij een bepaalde temperatuur (doorgaans 25 °C) en een druk van 1 bar. Zo is de standaardtoestand van koolstof bij 25 °C grafiet. De standaard vormingsenthalpie van enkelvoudige stoffen in hun standaardtoestand is per definitie gelijk aan 0 kJ/mol.
Een voorbeeld is de vorming van ethanol uit grafiet, waterstofgas en zuurstofgas (een zuiver hypothetische en theoretische reactie):
{\displaystyle {\ce {2C(s) + 3H2(g) + 1/2 O2(g) -> C2H5OH(l)}}}
Reactievergelijkingen in de chemische thermodynamica worden doorgaans zodanig geschreven dat het reactieproduct gevormd wordt met voorgetal 1. Niet zelden impliceert dit het gebruik van niet-gehele voorgetallen van de reagentia.

## Standaard reactie-enthalpie
De reactie-enthalpie van een reactie is de som van de reactie-enthalpieën van deelreacties waarin een reactie kan worden opgedeeld, volgens de wet van Hess. Het berekenen van de standaard reactie-enthalpie uit de standaard vormingsenthalpieën is hiervan een toepassing:
{\displaystyle \Delta _{\mathrm {r} }H^{\ominus }=\sum \Delta _{\mathrm {f} }H_{\mathrm {producten} }^{\ominus }-\sum \Delta _{\mathrm {f} }H_{\mathrm {reagentia} }^{\ominus }}

### Voorbeelden

#### Verbranding van waterstofgas
Stel dat men de standaard verbrandingsenthalpie van waterstofgas bij 298 K wil berekenen. De beschouwde reactie is:
{\displaystyle {\ce {H2(g) + 1/2 O2(g) -> H2O(l)}}}
Omdat hier water wordt gevormd uit de elementen waterstof en zuurstof, is de verbrandingsenthalpie gelijk aan de vormingsenthalpie van water (namelijk −285,83 kJ/mol).

#### Verbranding van methaan
Voor de verbranding van methaan is de berekeningsmethode iets omslachtiger. De beschouwde reactie is:
{\displaystyle {\ce {CH4(g) + 2 O2(g) -> CO2(g) + 2 H2O(g)}}}
Hierbij is te zien dat koolstofdioxide en water gevormd worden, maar niet uit hun samenstellende elementen. De reagentia hier zijn reeds samengestelde stoffen. Daarom moet men zich beroepen op de wet van Hess. Daarbij worden elementaire reacties aangewend, die men zodanig combineert dat men de gewenste reactievergelijking bekomt. Volgende reactievergelijkingen met hun standaard vormingsenthalpie (voor alle componenten in de gasfase) zijn gegeven:
| # | Reactievergelijking                                 | Enthalpieverandering (kJ/mol) |
| - | --------------------------------------------------- | ----------------------------- |
| A | {\displaystyle {\ce {C(s) + O2(g) -> CO2(g)}}}      | −393,5                        |
| B | {\displaystyle {\ce {H2(g) + 1/2 O2(g) -> H2O(g)}}} | −241,8                        |
| C | {\displaystyle {\ce {C(s) + 2H2(g) -> CH4(g)}}}     | −74,81                        |

Door de bovenstaande reactievergelijkingen te combineren, kan men de enthalpieverandering voor volgende reactie vinden: Hiertoe moet men het verband vinden tussen de drie gegeven reacties en de gevraagde reactie. Het verband is A + 2B − C. Als men deze bewerking uitvoert, bekomt men de volgende reactievergelijking:
{\displaystyle {\ce {C{(s)}{}+O2{(g)}{}+2\cdot }}\left({\ce {{H2(g)}+{{\tfrac {1}{2}}O2(g)}}}\right)+{\ce {CH4{(g)}->CO2{(g)}{}+2\cdot }}\left({\ce {H2O{(g)}}}\right)+{\ce {C{(s)}{}+2H2{(g)}}}}
Na schrappen van de overeenkomstige stoffen in beide leden van de vergelijking, bekomt men volgende reactievergelijking:
{\displaystyle {\ce {CH4{(g)}{}+ 2 O2{(g)}-> CO2{(g)}{}+ 2 H2O{(g)}}}}
Dit is de gewenste reactievergelijking. Volgens de wet van Hess geldt voor de verschillende enthalpieveranderingen hetzelfde verband:
{\displaystyle \Delta _{\mathrm {r} }H=\Delta _{\mathrm {r} }H_{A}+2\cdot \Delta _{\mathrm {r} }H_{B}-\Delta _{\mathrm {r} }H_{C}}
Ofwel:
{\displaystyle \Delta _{\mathrm {r} }H=-393{,}5+2\cdot (-241{,}8)-(-74{,}81)=-802{,}29\ \mathrm {kJ/mol} }